# Diplazium oellgaardii
Diplazium oellgaardii är en majbräkenväxtart som beskrevs av Robert G. Stolze.
Diplazium oellgaardii ingår i släktet Diplazium och familjen Athyriaceae. Inga underarter finns listade i Catalogue of Life.